# Banderoll (plakat)
För andra betydelser, se banderoll.

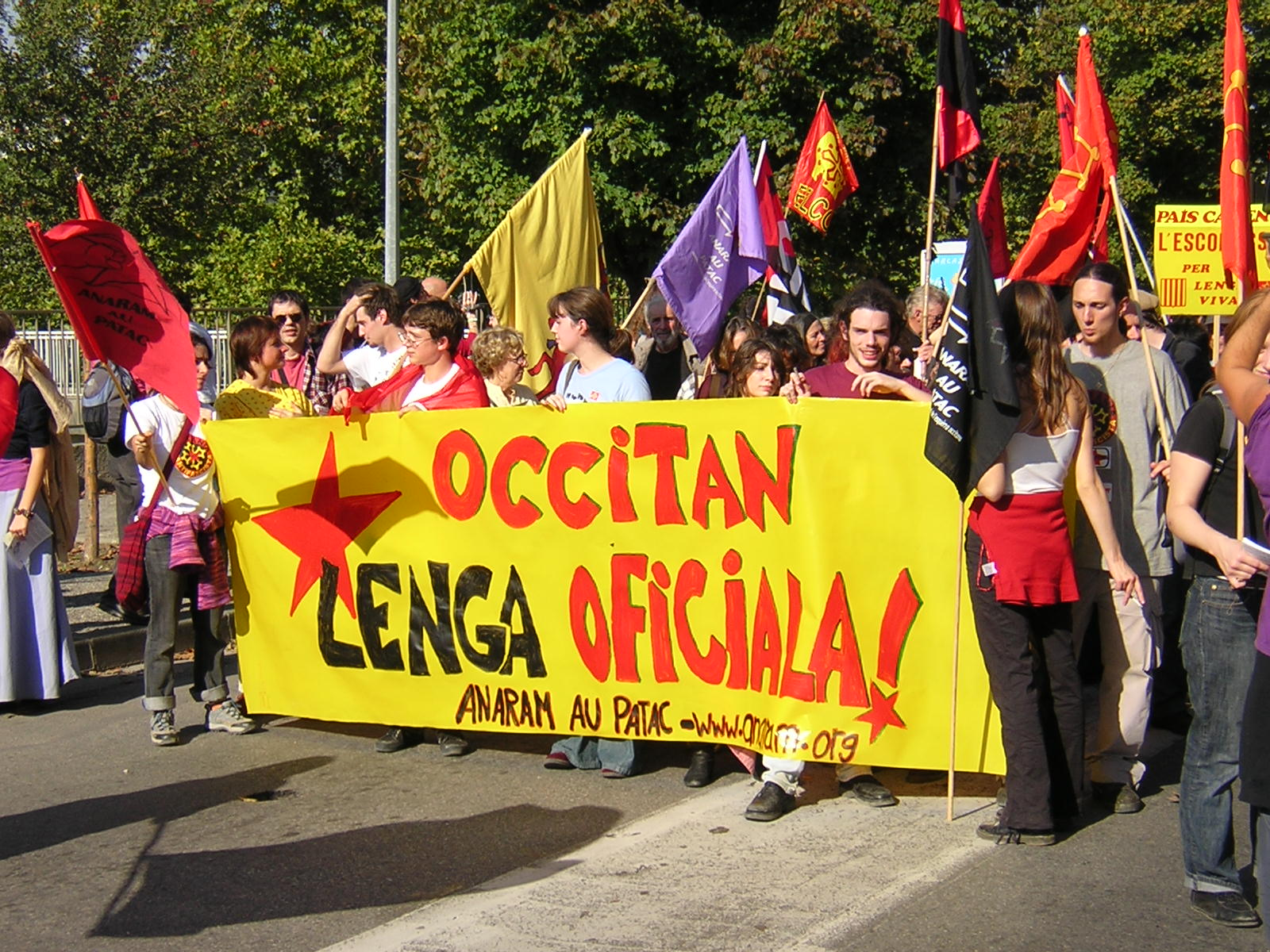
Demonstration i Carcassonne.

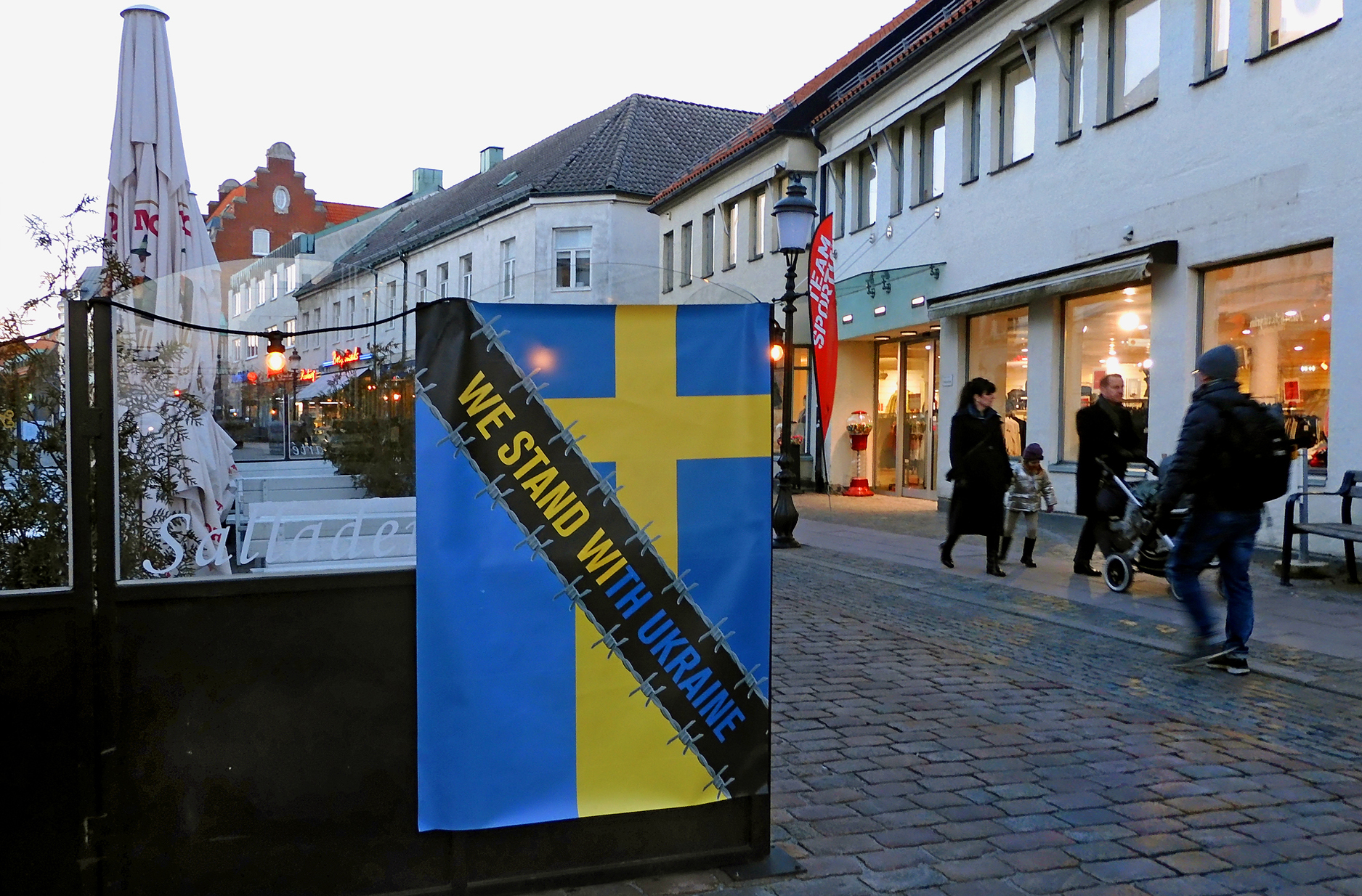
En banderoll till stöd för Ukraina vid en restaurang i centrala Ystad 2022.

Banderoll (franska: banderole, 'vimpel') är en större duk, ofta i textilmaterial, med en text. Banderoller är extremt mångsidiga eftersom de finns i olika storlekar och former.  Banderoller bärs ofta vid demonstrationer, musikkonserter, sportevenemang och liknande. En banderoll kan även användas i reklam- och propagandasyfte.